# 大衛 (多那太羅)

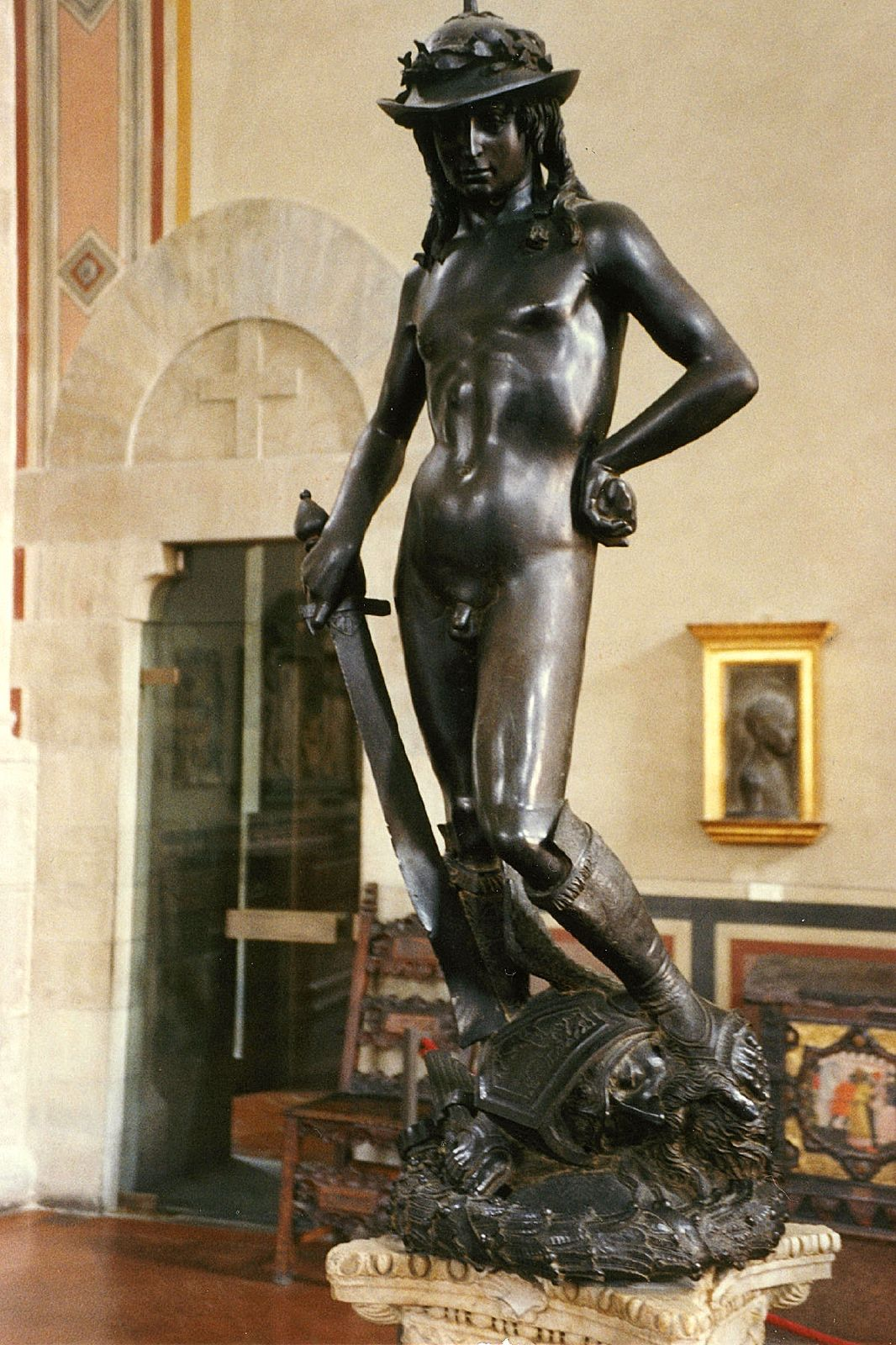
博物館中的大衛像

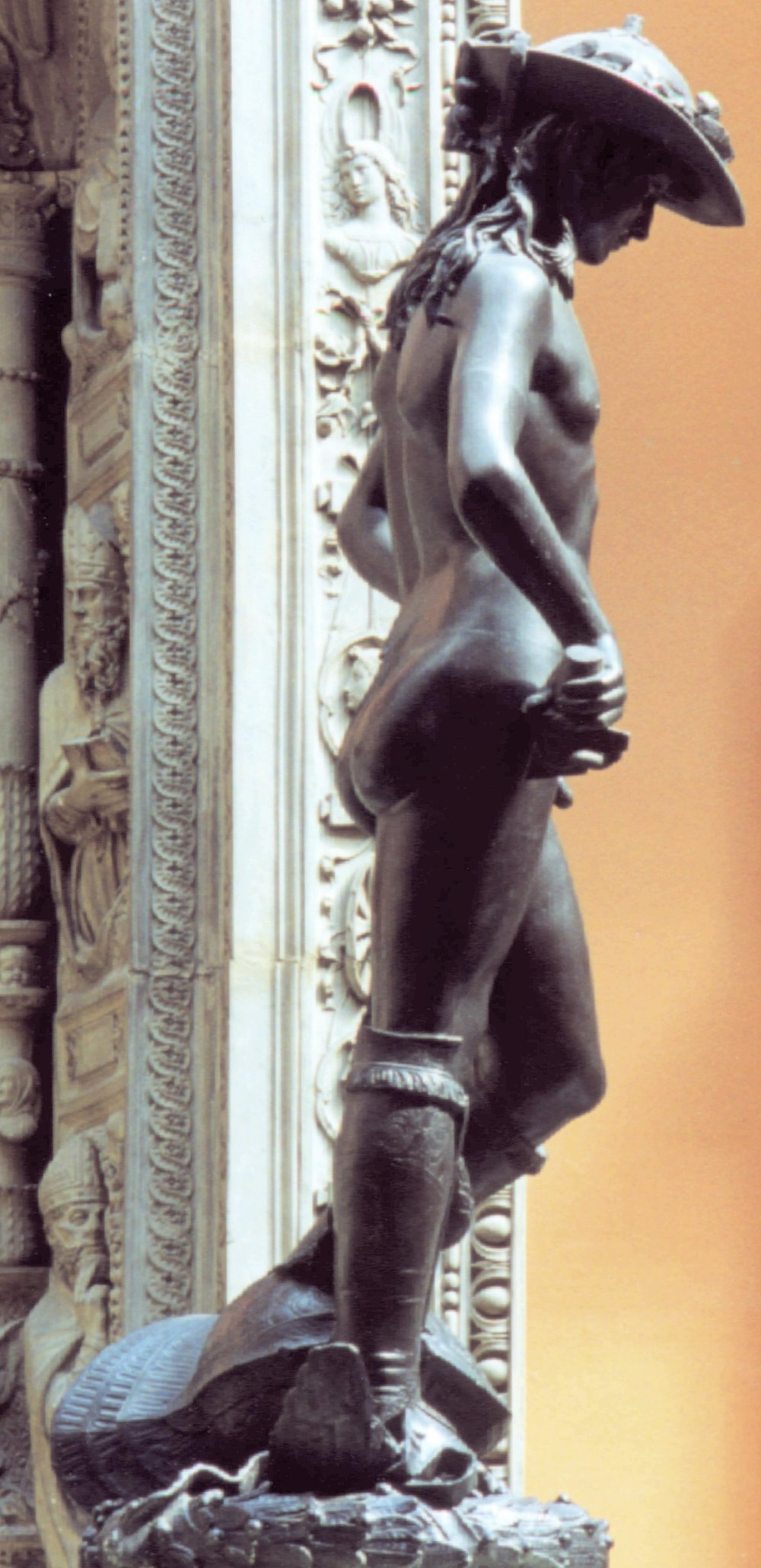
大衛像的石膏副本

大衛（David）是多那太羅於1420年至1450年間製作的圓雕。這是一件早期文藝復興的作品，现藏于佛罗伦萨巴杰罗美术馆。

## 簡介
這是多那太羅早期的作品，是銅製的人像，有精巧優雅的風格。作為圓雕，沒有貼著牆，又沒有穿衣服，很優雅，又很獨立。圓雕創作來自希臘、羅馬。
作品的主角大衛是打敗巨人哥利亞的英雄。他面露微笑，有勝利的心情，安然地站著。他腳下的是巨人哥利亞的頭。
隨後其他優秀的大衛雕像是由米開朗基羅和貝尼尼等人製作的。作為一件裸體的作品，美第奇家族接受它的原因可能是一種人文主義。在英國及美國也有這像的複製品。

## 外部連結
- （英文）多個角度觀賞
- （英文）詳細的畫面
- （英文）網站與眾多圖片鏈接 （页面存档备份，存于）

## 註解
1. ↑  Raymond-Jean Frontain. . GLRW.   [2009-05-02]. （原始内容存档于2009-03-19）.
2. ↑  .   [2010-09-21]. （原始内容存档于2011-07-14）.